# Saint-Martin-le-Gréard

Saint-Martin-le-Gréard este o comună în departamentul Manche, Franța. În 1 ianuarie 2022 avea o populație de 618 de locuitori.